# Чарлс Уидмор
Чарлс Уидмор (на английски: Charles Widmore) е герой от американския сериал „Изгубени“ на телевизия ABC. Ролята се изпълнява от Алън Дейл. Чарлс е част от коренното население на острова, "Другите", и служи като техен лидер, докато не бива изгонен от острова. Той е бащата на Пени Уидмор (Соня Уолгър) и Даниъл Фарадей (Джеръми Дейвис). Представен е за пръв път във финала на втори сезон като богат индустриалист, който не одобрява връзката на дъщяря му с Дезмънд Хюм (Хенри Йън Кюзик). След като бива показван главно в спомени на Дезмънд, ролята му се удължава в четвърти сезон, където е представен като един от главните антагонисти в сериала. В българския дублаж на първите четири сезона Уидмор се озвучава от Борис Чернев, от Васил Бинев в трети сезон на AXN, от Тодор Георгиев в пети сезон на AXN и от Мирослав Цветанов в шести сезон на AXN.